# 科林斯敦 (北卡羅萊納州)
科林斯敦（英語：Collinstown）是位於美國北卡羅萊納州斯托克斯縣的非建制地區。

## 地理
科林斯敦所處的海拔為高於海平面375米（即1230英呎），而該地所採用的時區為UTC-5，即北美东部时区（EST）。同時該地設有夏令時間，為UTC-5調快一小時，即UTC-4（EDT）。